# Head Carrier
Head Carrier es el sexto álbum de estudio de la banda estadounidense de rock alternativo Pixies, lanzado el 30 de septiembre de 2016 por las compañías discográficas Pixiesmusic y PIAS, producido por Tom Dalgety en los estudios RAK Studios en Londres. Es el primer álbum con la nueva bajista Paz Lenchantin como miembro estable, que ingresó como músico de soporte en el tour de promoción del anterior álbum de la banda, Indie Cindy.

## Antecedentes

Nuevo logo de Pixies, usado desde el lanzamiento de su sencillo "Bagboy" el año 2013.

Luego de la última gira de la banda en 2015, se propusieron hacer un nuevo álbum debido a la necesidad de Black Francis, Joey Santiago y David Lovering de estrenar las nuevas canciones que habían estado perfeccionando.
El anuncio oficial del álbum ocurrió el 6 de julio de 2016, en su sitio oficial pixiesmusic.com con el lanzamiento en esta página del primer sencillo promocional del disco "Um Chagga Lagga", seguido del segundo sencillo "Talent" el 17 de agosto del mismo año.
Diferenciándose de su producción anterior, Indie Cindy, que se lanzó primero divido en formato de tres EPs (EP1, EP2 y EP3) y luego como un álbum completo debido a que según Francis, era estrategia por parte de la banda para generar más expectación, esta vez se optó por lanzar Head Carrier en formato LP, con un estreno mundial el día 30 de septiembre del año 2016 y subiéndolo a plataformas de streaming como Spotify y Deezer.

## Producción y grabación
El álbum fue producido por Tom Dalgety, algo poco usual ya que la banda había trabajado con Gil Norton como productor, desde el su disco Doolittle en 1989, esto se debió según Black Francis en una entrevista para la revista Rolling Stone: "Esta vez, sentimos que queríamos salir de nuestra zona de confort. Creo que trabajar con un productor diferente realmente nos sacudió el terreno para salir de la zona de confort".
Antes de la grabación que duró tres meses, la banda ensayo los temas por su cuenta en Toronto (Canadá) por tres semanas, para luego ensayar con Tom Dalgety por dos semanas en noviembre.

## Música y letra

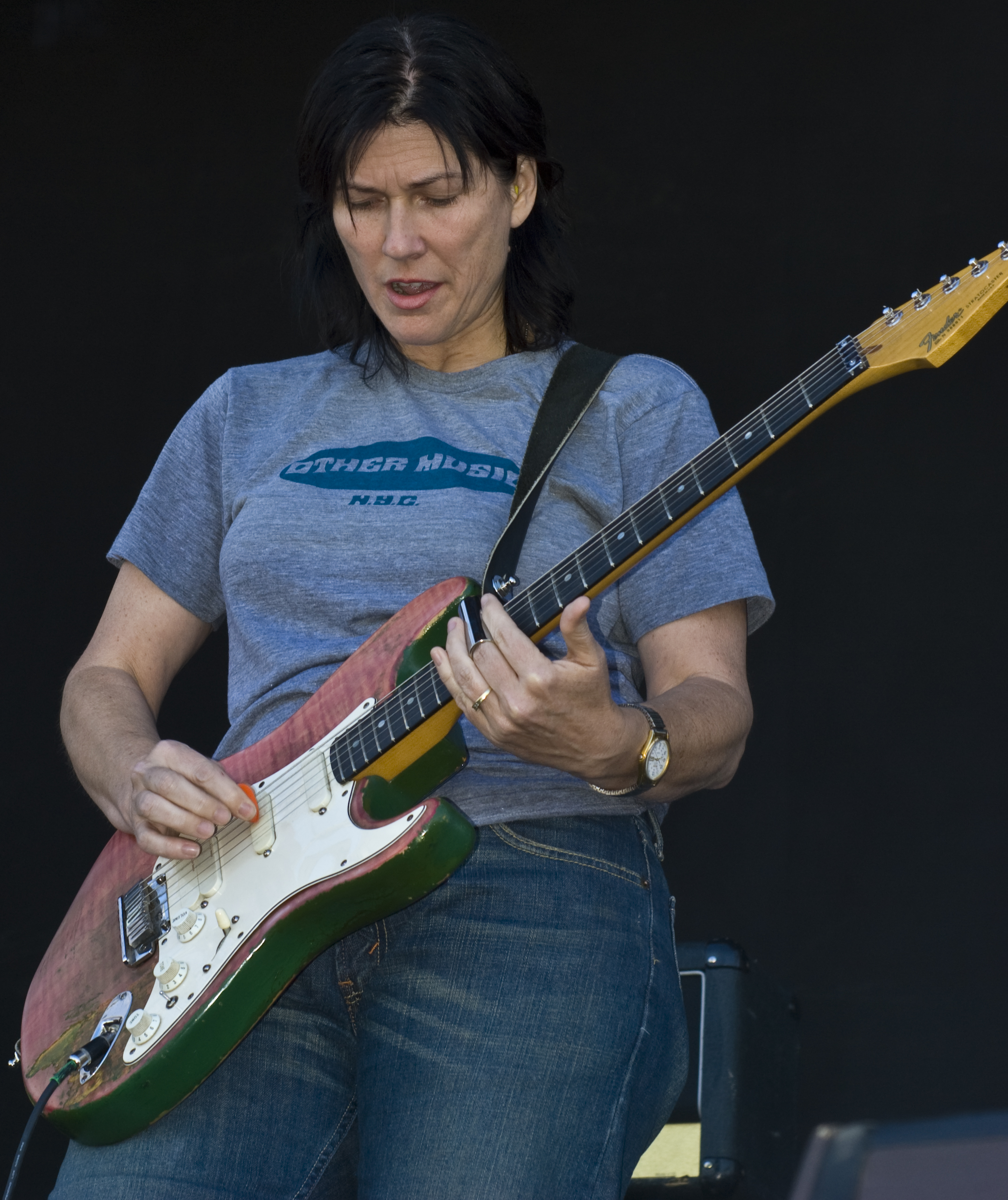
Kelley Deal,hermana de Kim Deal, la bajista original de Pixies hasta el año 2013.

En esta nueva placa Pixies vuelve a retomar sonidos que recuerdan a sus álbumes anteriores como Doolitle y Trompe le Monde, notándose especialmente en los tracks "Might as Well Be Gone" y "Baal's Black". Tomando la primera los sonidos característicos de melodía que invitaba al surrealismo que practica la banda en el año 1991, y la segunda tomando la agresividad de los gritos de Black Francis, presente en antiguas canciones como "The Sad Punk" también de 1991 o "Tame" del año 1989.
Las letras de este álbum lejos de centrarse en el surrealismo o temas relacionados con la ufología, vuelven a centrarse en la religión como en la primera etapa de Pixies, pero no en incestos o tragedias biblias, sino, en los santos. "Head Carrier" canción que le da el título al álbum hace referencia al Santo Dionisio de París, que según los escritos de la época carolingia, tras su decapitación, caminó seis kilómetros con su cabeza bajo el brazo. Las referencias a esto y los santos se siguen dando en otras canciones del álbum como "Plaster Paris" o "All the Saints".
Pero la letra que ha causado más controversia es la de "All I Think About You" que ha sido dedicada a la exbajista de la banda Kim Deal, es la primera referencia directa a ella desde su partida de la banda en el año 2013 debido a diferencias con Francis Black. En ella habla sobre como le hubiera gustado que las cosas hubieran sido diferentes, pidiéndole finalmente perdón.

## Lista de canciones
| N.º   | Título                  | Duración |  |
| 1.    | «Head Carrier»          | 3:36     |  |
| 2.    | «Classic Masher»        | 2:37     |  |
| 3.    | «Baal's Black»          | 1:54     |  |
| 4.    | «Might as Well Be Gone» | 2:48     |  |
| 5.    | «Oona»                  | 3:37     |  |
| 6.    | «Talent»                | 2:11     |  |
| 7.    | «Tenement Song»         | 2:57     |  |
| 8.    | «Bel Spirit»            | 3:12     |  |
| 9.    | «All I Think About Now» | 3:07     |  |
| 10.   | «Um Chagga Lagga»       | 3:00     |  |
| 11.   | «Plaster of Paris»      | 2:06     |  |
| 12.   | «All the Saints»        | 2:41     |  |
| 33:48 |                         |          |  |

## Desempeño comercial
El álbum fue lanzado el 30 de septiembre de 2016, alcanzando diversas posiciones en los diversos charts de todo el mundo, alcanzando el número 7 en el Reino Unido y el número 72 en Estados Unidos por una semana.
| Listas (2016)                     | Posición |
| --------------------------------- | -------- |
| Australia (ARIA)                  | 23       |
| Austria (Ö3 Austria)              | 37       |
| Bélgica (Ultratop flamenca)       | 5        |
| Bélgica (Ultratop valona)         | 14       |
| Países Bajos (Album Top 100)      | 13       |
| Francia (SNEP)                    | 15       |
| Irlanda (IRMA)                    | 31       |
| Nueva Zelanda (Recorded Music NZ) | 20       |
| Portugal (AFP)                    | 21       |
| España (PROMUSICAE)               | 23       |
| Suiza (Schweizer Hitparade)       | 32       |
| Reino Unido (UK Albums Chart)     | 7        |
| Estados Unidos (Billboard 200)    | 72       |

## Personal
Pixies
- Black Francis – Voz, guitarra rítmica
- Paz Lenchantin – Bajo, coros, voz principal en "All I Think About You"
- David Lovering – Batería
- Joey Santiago – Guitarra líder

Personal técnico
- Tom Dalgety – Producción